# Verpleegkundigen & Verzorgenden Nederland
Verpleegkundigen & Verzorgenden Nederland (V&VN) is de beroepsvereniging voor verpleegkundigen, verzorgenden en verpleegkundig specialisten in Nederland. De activiteiten van de vereniging zijn erop gericht haar doelgroepen in staat te stellen hun beroep "op het hoogste kwaliteitsniveau met trots, passie en professioneel" uit te oefenen.

## Ontstaansgeschiedenis
V&VN bestaat sinds 1 augustus 2006. De vereniging is ontstaan uit een fusie tussen koepelorganisatie AVVV (Algemene Vergadering Verpleegkundigen en Verzorgenden) en vijftien van haar lid organisaties. In december 2006 kwamen daar door een tweede fusie nog eens zeventien beroepsverenigingen bij. Sinds de fusie sluiten zich om de paar maanden beroepsverenigingen aan. Daarnaast kent de vereniging een substantiële autonome ledengroei (80.000 leden in maart 2017). Eind 2010 vond een volgende fusie plaats: nl. met LEVV (Landelijk Expertisecentrum Verpleging & Verzorging) en Sting (beroepsvereniging voor verzorgenden). In 2020 ging het Florence Nightingale Instituut (FNI) deel uitmaken van V&VN.

## Activiteiten
V&VN voert activiteiten uit die betrekking hebben op de inrichting van het beroep en de opleiding tot het beroep. Daarnaast is V&VN actief in projecten om de kwaliteit van zorg te verbeteren en te borgen. Ook stimuleert en ondersteunt V&VN de oprichting van Verpleegkundige en Verzorgende adviesraden bij zorginstellingen in Nederland. Bij het uitvoeren van deze activiteiten werkt V&VN samen met het Ministerie van Volksgezondheid, Welzijn en Sport, brancheorganisaties en andere beroepsorganisaties binnen de Nederlandse gezondheidszorg.
V&VN is tevens belast met de uitvoering van diverse registers: het (publieke) register voor de verpleegkundig specialist en het Kwaliteitsregister V&V. Dit laatste register biedt verpleegkundigen en verzorgenden de mogelijkheid hun deskundigheidsbevordering te registreren (en aan te tonen).

## Organisatie
De vereniging kent een bestuur van zes personen. Het bestuur van de vereniging wordt geadviseerd door een aantal commissies. De leden oefenen binnen V&VN invloed uit via de Ledenraad. Ook houden de leden via de Ledenraad in de gaten of de vereniging goed wordt bestuurd. Het bureau van V&VN ondersteunt de vereniging bij het realiseren van de doelstellingen.
Een belangrijk onderdeel van de vereniging zijn de afdelingen en platforms. Deze vertegenwoordigen de vele differentiaties binnen het beroep. V&VN kent veertig afdelingen:
I. V&VN Ambulancezorg
II. V&VN Antroposofische Zorg
III. V&VN Arbo verpleegkundigen
IV. V&VN Complementaire Zorg
V. V&VN Consultatieve Psychiatrie
VI. V&VN Continentie Verpleegkundigen & Verzorgenden
VII. V&VN Dementieverpleegkundigen
VIII. V&VN Diabetes
IX. V&VN Dialyse en Nefrologie
X. V&VN Geriatrie & Gerontologie
XI. V&VN GGZ Verpleegkunde
XII. V&VN IC
XIII. V&VN Longverpleegkundigen
XIV. V&VN Maagdarmlever
XV. V&VN Medium Care verpleegkundigen
XVI. V&VN Militaire Verpleegkunde en Verzorging
XVII. V&VN Neuro & Revalidatie
XVIII. V&VN Oncologie
XIX. V&VN Opleiders
XX. V&VN Palliatieve Zorg
XXI. V&VN Pijnverpleegkundigen
XXII. V&VN Praktijkverpleegkundigen & praktijkondersteuners
XXIII. V&VN Recovery
XXIV. V&VN Research professionals
XXV. V&VN Reumatologie
XXVI. V&VN Sociaal Psychiatrisch Verpleegkundigen
XXVII. V&VN Spoedeisende Hulp
XXVIII. V&VN Stomaverpleegkundigen
XXIX. V&VN Technische Thuiszorgverpleegkundigen
XXX. V&VN Transferverpleegkundigen
XXXI. V&VN Urologie Verpleegkundigen
XXXII. V&VN Vallen, Fracturen & Osteoporose
XXXIII. V&VN Verpleegkundig Consulenten HIV
XXXIV. V&VN Verpleegkundigen Maatschappij & Gezondheid
XXXV. V&VN Verstandelijk GehandicaptenZorg
XXXVI. V&VN Verzorgenden
XXXVII. V&VN Verpleegkundig Specialisten
XXXVIII. V&VN Vrouw & Kind
XXXIX. V&VN Wijkverpleegkundigen
XL. V&VN Wondexpertise

Daarnaast kent de vereniging vijf platforms:
I. V&VN Jong Professionals
II. V&VN Justitieel Verpleegkundigen
III. V&VN VAR Nederland
IV. V&VN Verpleegkundige Zorg- en Informatietechnologie
V. V&VN Wetenschap in Praktijk